# 黄均
黄均（1914年7月6日—2011年10月3日），号懋忱，男，祖籍台湾淡水，生于北京，中国工笔人物画家、美术教育家，中央美术学院教授，中央文史研究馆馆员。

## 家族
祖父黄彦威为北京市文史研究馆馆员，叔祖父黃彥鴻为清末政治人物。父親黃晉，曾任中央衛生部防疫委員會防疫隊醫師。叔叔黄畬及黃正襄为中央文研究馆馆员。

## 代表作品
古典题材的有《文姬辨琴图》、《史湘云醉眠芍药圃》、《琵琶行》、《木兰理妆》、《白居易》、《民族英雄郑成功》等；现代题材的有《英娘试舞》、《心花怒放》、《蝴蝶泉边》、《草原轻骑》等。